# Slangmosdiertje
Het slangmosdiertje (Anguinella palmata) is een mosdiertjessoort uit de familie van de Nolellidae. De wetenschappelijke naam van de soort is voor het eerst geldig gepubliceerd in 1845 door van Beneden.

## Beschrijving
De kolonie van het slangmosdiertje vormt slappe vertakte structuren die op struikjes lijken. De stammetjes zijn ongeveer 4 tot 5 cm en zijn bruin van kleur. Alleen aan de uiteindes van de stammetjes bevinden zich zoïden. Deze zijn cilindervormig, zijn ongeveer 0,79 tot 0,13 mm groot en hebben 10-11 tentakels. Vaak is een kolonie bedekt in zilt, waardoor ze grijsbruin wordt en een modderig uiterlijk krijgt.

## Verspreiding
Het veronderstelde inheemse verspreidingsgebied van het slangmosdiertje strekt zich uit langs beide zijden van de Atlantische Oceaan. In de oostelijke Atlantische Oceaan omvat het verspreidingsgebied Noord-Europa en equatoriaal Afrika, en in de westelijke Atlantische Oceaan strekt het verspreidingsgebied zich uit van Massachusetts tot de Golf van Mexico, Puerto Rico en Brazilië. Het is geïntroduceerd in zowel de oostelijke (Californië tot Peru) als de zuidwestelijke Stille Oceaan (Australië en Nieuw-Zeeland). Deze soort wordt niet alleen gevonden op beschutte plaatsen in het intergetijdengebied maar ook in het sublittoraal. De soort kan goed tegen wisselende zoutgehaltes en kan daarom in riviermonden en havens aangetroffen worden. Het groeit vast aan schelpen, steigers en palen.